# Storia proibita del '900 italiano
Storia proibita del '900 italiano è una serie televisiva di documentari di divulgazione storica trasmessi in Italia da History nel luglio – agosto 2006 (prima serie), nel gennaio – febbraio 2007 (seconda serie), nel maggio - giugno 2008 (terza serie) e nel luglio - agosto 2009 (quarta serie).
Gli episodi delle prime tre serie sono stati replicati da LA7 nell'estate del 2007 (e in annate successive, fino al 2011), i primi due episodi della prima serie sono stati distribuiti in edicola con il quotidiano Libero, la prima e seconda serie integrale ha costituito un cofanetto distribuito in libreria con una prefazione di Marta Boneschi. I primi due episodi della seconda serie sono stati distribuiti con il periodico Focus (Mondadori). Gli stessi episodi sono stati distribuiti online sempre sul sito di Focus ma con il titolo modificato in "Storie Proibite - La rivoluzione dei costumi sessuali degli Italiani".
La prima e la seconda serie, composte da dieci documentari della durata di 52 minuti l'uno, indagano sull'evoluzione dei costumi sessuali degli italiani nel corso del XX secolo attraverso diverse chiavi di narrazione: le vicende di amori, intrighi e tradimenti illustri, la trasformazione del comune senso del pudore, gli scandali sessuali, l'evoluzione delle leggi che disciplinano il matrimonio, la famiglia, la prostituzione, i delitti d'onore. La terza serie ha approfondito aspetti del Sessantotto e delle guerre che hanno coinvolto l'Italia, sempre in chiave di costume e trasformazioni sociali. La quarta ed ultima serie si è invece concentrata sugli anni ottanta.
Il programma è stato ideato e diretto da Davide Savelli, scritto con Michele Astori, Cosimo Calamini, Arnaldo Donnini, Valdo Gamberutti, Flavia Medusa, Daniele Ongaro e Giulio Spadetta, ed è stato prodotto da Wilder, sotto la produzione esecutiva di Eliana Guerra, per Fox Channels Italia.

## Lista degli episodi

### Prima serie
- D'Annunzio e l'epoca dei piaceri
- Le virili passioni del Duce
- Intrighi e passioni a palazzo
- Amore e morte a Salò
- Amore e libertà nella sinistra italiana

### Seconda serie
- Infedeli
- L'Italia spudorata
- Sesso Made in Italy
- La questione omosessuale
- Il sesso ingiusto

### Terza serie

#### Storia proibita del '68
- Noi non siamo come voi
- Gli anni stupefacenti
- L'altro sessantotto

#### Storia proibita delle guerre italiane
- L'Italia fu ferita
- Carne da macello
- Le disavventure africane
- Liberazione violenta
- La guerra nera

### Quarta serie

#### Storia proibita degli anni '80
- La porno invasione
- Ascesa e caduta della Milano da bere
- L'amore ai tempi dell'AIDS
- Gli anni ruggenti dei socialisti
- Il calcio degli scandali